# Robert Rodriguez
Robert Rodriguez (San Antonio, 20 de junho de 1968) é um cineasta norte-americano. Ele nasceu em S. Antonio, Texas, e estudou na Universidade do Texas em Austin. Rodriguez é famoso por seus filmes arrasa-quarteirões de tiroteio feitos com custos baixos.
Rodriguez dirigiu o filme de ação El Mariachi (1992), que foi um sucesso comercial após arrecadar  2 milhões de dólares, contra um orçamento de apenas 7 000 dólares. O filme gerou duas continuações conhecidas coletivamente como o Trilogia Mariachi: Desperado e Once Upon a Time in Mexico. Dirigiu From Dusk Till Dawn em 1996 e desenvolveu a adaptação para a televisão. Rodriguez co-dirigiu o 2005 neo-noir thriller antologia Sin City (adaptado da graphic novel de mesmo nome) e sua sequência de 2014, Sin City: A Dame to Kill For. Rodriguez também dirigiu os filmes Spy Kids, a The Adventures of Sharkboy and Lavagirl in 3-D, Planet Terror, e Machete.

## Filmografia
- Alita: Anjo de Combate (2019)
- Sin City: A Dame to Kill For (2014)
- Machete Kills (2013)
- Spy Kids: All the Time in the World (2011)
- Machete (2010)
- Predadores (co-produzido com Nimrod Antal) (2010)
- Shorts (2009)
- Grind House (Primeira parte: Planet Terror) (2007)
- The Adventures of Sharkboy and Lavagirl in 3-D (2005)
- Sin City (co-dirigido com Frank Miller, e com o "diretor convidado" Quentin Tarantino; (2005)
- Once Upon a Time in Mexico (2003)
- Spy Kids 3-D: Game Over (2003)
- Spy Kids 2: Island of Lost Dreams (2002)
- Spy Kids (2001)
- The Faculty (1998)
- From Dusk Till Dawn (1996)
- Four Rooms (seqüencia "The Misbehavers", 1995)
- Desperado (1995)
- Roadracers (TV) (1994)
- El Mariachi (1992)
- Bedhead (Curta-metragem) (1991)

## Prémios e nomeações

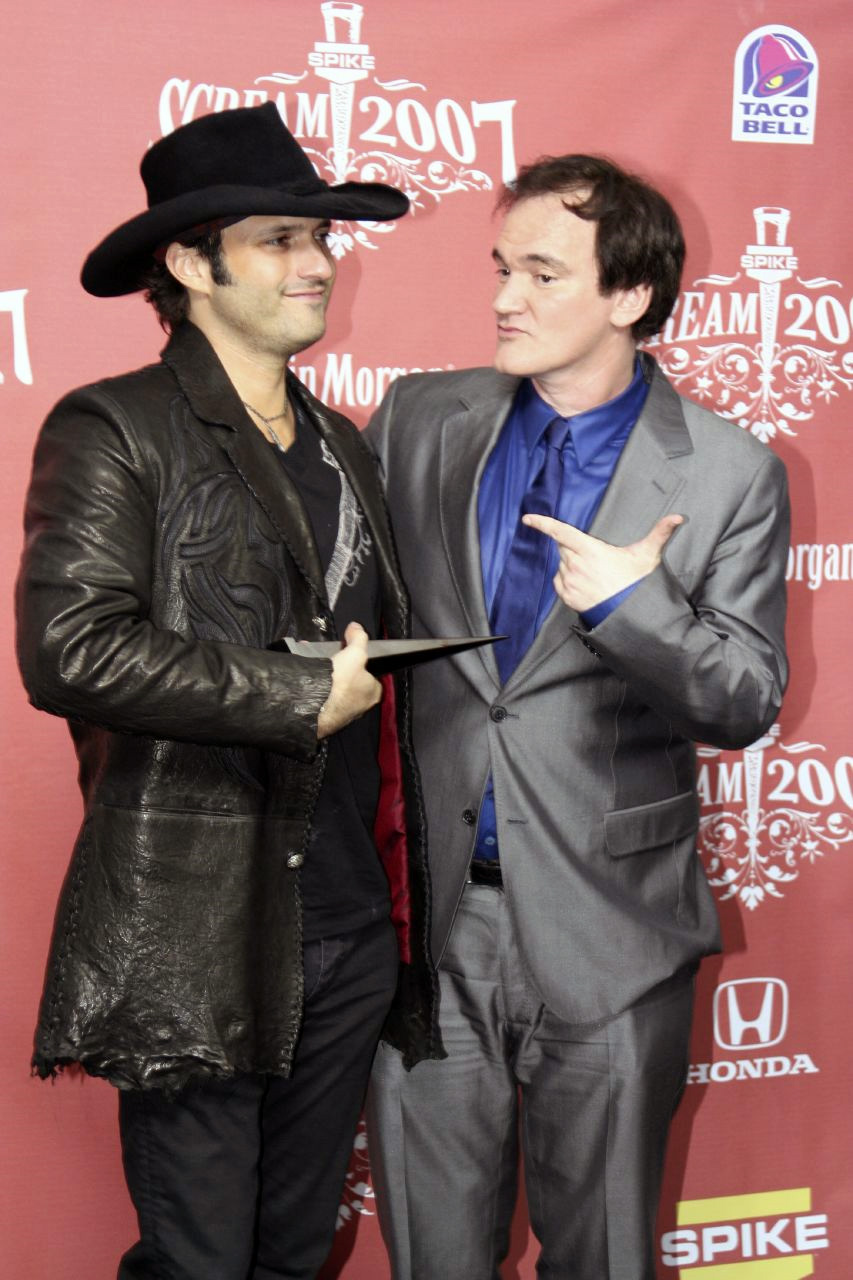
Robert Rodriguez e Quentin Tarantino.

- Ganhou o Prémio do Público no Festival de Sundance, por seu trabalho em "El Mariachi" (1992).
- Ganhou o Prémio Berlinale Camera, no Festival de Berlim.
- Ganhou o Prémio de Melhor Filme de Estreia no Independent Spirit Awards, por "El Mariachi" (1992).
- Recebeu uma nomeação para o Prémio de Melhor Realizador no Independent Spirit Awards, por "El Mariachi" (1992).
- Em 1993, no Festival de Deauville, com ganhou o Prémio do Público e recebeu uma nomeação ao Prémio da Crítica por "El Mariachi" (1992).